# Chuỗi ngọc
Chuỗi ngọc, danh pháp khoa học Sedum morganianum, tên thông dụng trong tiếng Anh burro's tail hay donkey tail (nghĩa là đuôi lừa), là loài thực vật có nguồn gốc bản địa từ miền Nam México và Honduras. Loài này có lá màu xanh lục và hoa có màu hồng đến đỏ.
Cây chuỗi ngọc ngày nay được ứng dụng nhiều tại các công trình Việt Nam với vai trò là cây trồng làm viền, cây trồng tạo hình, cây trồng tạo thảm.
Cây chuỗi ngọc có sức sống mạnh mẽ. Cây có khả năng chịu hạn hán tốt, chịu nhiệt độ cao tốt nhờ cây có thân mềm. Cũng chính vì thế cây được ứng dụng là cây trồng công trình nhiều nơi tại các tuyến đường giao thông.